# Delphinium yangii
Delphinium yangii är en ranunkelväxtart som beskrevs av Wen Tsai Wang. Delphinium yangii ingår i släktet storriddarsporrar, och familjen ranunkelväxter. Inga underarter finns listade i Catalogue of Life.